# Encaixes socioestatais
Os encaixes socioestatais ou institucionais é um conceito utilizado na ciência política e nas ciências sociais que representam pontos de acesso contínuos que possibilitam a interação entre os atores sociais (Movimentos Sociais e Organizações da Sociedade Civil) dentro da estrutura porosa e permeável do Estado. Eles podem se manifestar por meio de leis, programas, regras, instrumentos, prioridades, órgãos e instâncias, assumindo diferentes formas conforme a hierarquia política dos envolvidos. Além disso, esses encaixes podem variar tanto verticalmente, de acordo com os níveis de autoridade, quanto horizontalmente, considerando as especificidades e configurações de cada contexto.

## Origem
O conceito de encaixe tem origem no termo “fit” introduzido por Theda Skocpol no contexto do neoinstitucionalismo histórico. Em sua análise das políticas “maternalistas” nos Estados Unidos, a autora examina a concessão de pensões às mulheres e mães americanas afetadas pela Guerra Civil.

## Variações dos encaixes
Em relação à variação horizontal, ou "latitude", existem várias maneiras pelas quais o Estado e a administração pública se tornam mais receptivos aos interesses sociais, por meio de processos que possuem diferentes níveis de institucionalização. Ter a possibilidade de interagir regularmente com um funcionário público influente, assumir cargos importantes, estabelecer normas, definir funções institucionais, criar órgãos com determinadas responsabilidades – incluindo a promoção da participação de certos grupos sociais – ou até mesmo aprovar leis são apenas alguns exemplos de como a seletividade das instituições pode ser ativada de forma diversificada. Embora todas essas ações possam ser analisadas como "encaixes" institucionais, elas têm impactos distintos. Já a variação vertical, ou "altitude" política, está relacionada à hierarquia e permite observar a longevidade desses encaixes, bem como sua capacidade de subordinar instâncias inferiores à seletividade que eles impõem, minimizando a dependência dos interesses beneficiados por esses encaixes. Portanto, sem considerar a distribuição horizontal e vertical desses encaixes, torna-se difícil entender a diferença entre uma série de encaixes isolados e sua integração em configurações mais estáveis, amplas e eficazes.

### Domínios de agência
Os domínios de agência são resultado de um processo histórico que envolve tensões, aprendizado mútuo e colaboração dentro de uma dinâmica socioestatal em constante construção. Essas configurações, que se solidificam ao longo do tempo, não são meros momentos ou ajustes temporários, mas tampouco se consolidam em estruturas imutáveis e de grande escala. Eles se estabelecem em um ponto intermediário da hierarquia e se mantêm por meio de uma série de interações dinâmicas, que os tornam mais duradouros, mas sem perder sua flexibilidade.
Esses domínios proporcionam maior visibilidade e autoridade para os atores que participam deles, como movimentos sociais, organizações da sociedade civil e o Estado. É essencial compreender que os domínios de agência não são homogêneos entre si, pois cada um se origina de um contexto específico, moldado por seus próprios conflitos, processos de cooperação e formas de aprendizagem.
Esses arranjos institucionais se caracterizam pela articulação tanto vertical quanto horizontal de seus componentes, criando um ambiente que favorece a ação de certos grupos. Essa configuração é vantajosa para os atores coletivos por várias razões: reconhece a legitimidade desses atores para representar interesses específicos ou coletivos, sem no entanto conceder exclusividade na representação; facilita o reconhecimento e a priorização de problemas e demandas importantes para esses grupos, embora sem estabelecer um vínculo exclusivo com eles; oferece suporte material e financeiro, ajudando a estabilizar as ações dos atores envolvidos, ainda que não haja garantia de um financiamento contínuo; e reduz a concorrência de atores externos ao domínio de agência, embora não permita que os atores favorecidos exerçam controle absoluto sobre as barreiras de entrada.